# Julián Juderías
Julián Juderías y Loyot, né à Madrid le 16 septembre 1877 et mort dans la même ville le 19 juin 1918, est un historien, sociologue, journaliste et traducteur espagnol, connu comme le principal divulgateur de l'expression et du concept de légende noire, à partir de ses études sur l'image et la propagande.

## Biographie
Julián Juderías est le fils de (es) Mariano Juderías Bender (1836-1900), un père espagnol originaire de Manille, et d'Henriqueta Loyot, une mère française né à Paris en 1842. Sa famille est éclairée. Son père est un traducteur bien connu et l'auteur d'essais historiques,,. De ses huit arrière-grands-parents, deux étaient Espagnols, cinq Français et un Allemand.
À l'âge de dix-sept ans et alors trilingue (espagnol, anglais, français), le jeune Juderías commence à travailler au ministère d'État comme interprète.
En 1900, quatre jours seulement après la mort de son père, il obtient une place à l'École des langues orientales de Paris, avec un salaire annuel de 3 000 pesetas. Là et à Berlin, à Leipzig en Allemagne, il étudie et perfectionné sa connaissance du russe et d'autres langues slaves. En septembre 1901, il est nommé jeune interprète au consulat d'Espagne à Odessa en Ukraine et y reste jusqu'en décembre 1903. Durant ce séjour, il commence à collaborer à la revue La Lectura dont il sera, de 1909 jusqu'à sa mort, le rédacteur en chef.
En 1903, il retourne à Madrid. En février de l'année suivante, il obtient le poste d'« interprète de troisième classe », après avoir prouvé sa maîtrise des langues russe et hongroise.
Il rencontre puis épouse le 5 avril 1905 Florinda Delgado, une indigène de La Havane, fille de l'officier de l'armée Cándido Delgado Llamas, originaire de Santibáñez de Vidriales dans la province de Zamora, et mort pendant la guerre de Cuba, et Teresa González de Madrid, dans la paroisse de San Marcos à Madrid. En mai 1906, naît Clementina Juderías, sa fille unique.
Il devient hyperpolyglotte en maîtrisant 17 langues (allemand, bulgare, croate, danois, français, néerlandais, hongrois, anglais, italien, norvégien, portugais, roumain, russe, serbe, suédois et tchèque) en plus de sa langue maternelle,.
« En tant que sociologue, ses premiers travaux (1903) portent sur le droit du travail en Russie, un empire où il est en poste pendant plusieurs années ».
En 1913, Juderías remporte un concours littéraire organisé par le magazine « La Ilustracion Española y Americana » avec un travail sur les manipulations présumées, les exagérations ou les falsifications d'événements historiques.
Le 16 juin 1914, il est décoré de la Légion d'honneur de la République française. En février 1918, il est engagé par le journal El Debate dans lequel il écrit des articles sur la politique internationale et, le 1er mars de la même année, son entrée à l'Académie royale d'histoire est approuvée.

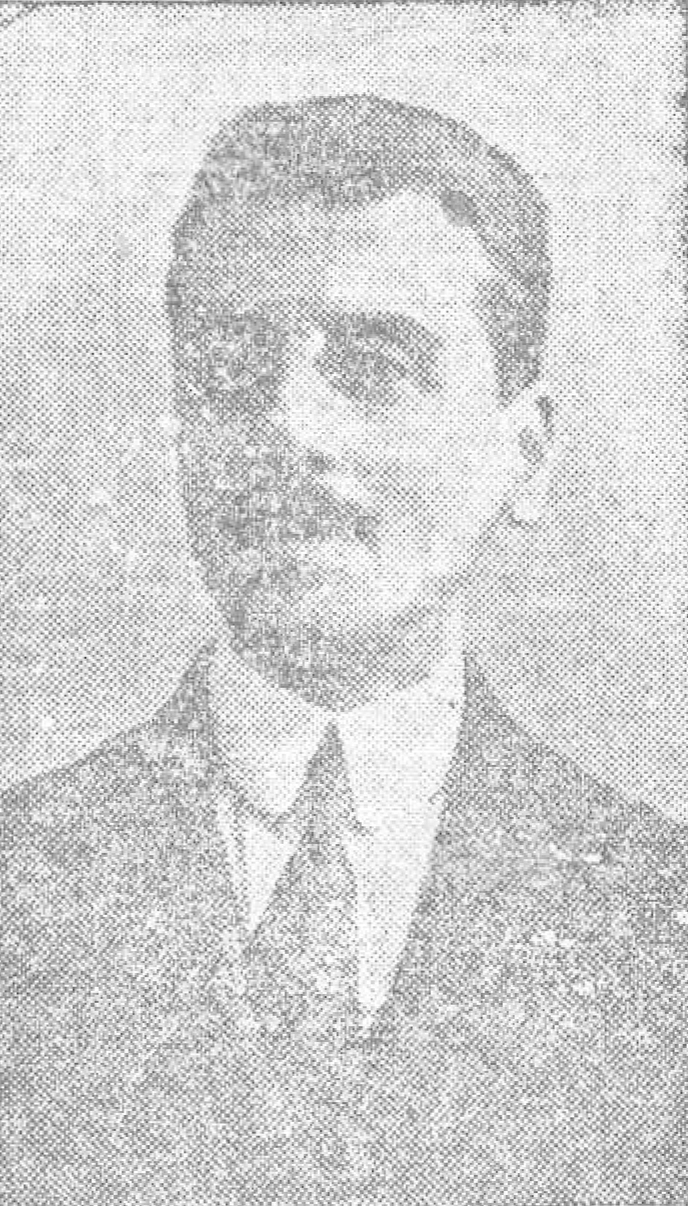
Julián Juderías en 1918

Après la publication en 1914 de The Black Legend and Historical Truth in The Spanish and American Enlightenment, en cinq épisodes répartis sur les numéros de janvier et février, il l'a rééditée la même année, et a publié une deuxième édition en 1917, ajoutant un grand chapitre : « L'œuvre de l'Espagne ». Cette deuxième édition a été parrainée par Juan C. Cebrion ». Le propos de cette Légende noire est de dénoncer la somme d’accusations lancées depuis des siècles contre l’Espagne et qui touchent à la fois la politique, les mœurs, le caractère et la culture des Espagnols, et dont l’auteur affirme qu’elles sont « fantastiques » (fabuleuses) et « grotesques », autrement dit infondées et dues exclusivement à la malveillance mue par l’envie de nations moins favorisées.
« Depuis lors, il y a eu de nombreuses rééditions de ce travail, toujours à partir de la deuxième édition. Il est ainsi « le premier à donner une définition (de ce) concept, ainsi qu'à étudier comment il affecte l'Espagne et les Espagnols ».
Julián Juderías n’est pas le premier à utiliser l'expression « légende noire », puisqu’on en trouve trace par exemple dans un discours prononcé en 1899 par Emilia Pardo Bazán, femme de lettres, déjà à propos de l’image de l’Espagne, mais il est le premier à avoir étudié et divulgué ce concept.
Moins de deux mois après son admission à l'Académie royale d'histoire, Juderías meurt de la grippe espagnole. De nombreuses personnalités assistent à ses obsèques et quelques jours plus tard El Débate ouvre une souscription nationale pour éviter que sa veuve et sa fille ne soient abandonnées : le Sénat verse 2 500 pesetas, le roi Alphonse XIII en verse 1 000, ainsi que l'Académie Royale d'Histoire. A la fin de la souscription, près de 30 000 pesetas sont remises à la famille, l'équivalent d'environ cinq ans de salaire du défunt.

### Postérité
Au moment de sa mort à 40 ans, il est l'auteur de vingt-huit livres et d'innombrables articles,. « Dans le domaine de l'histoire, il s'est spécialisé dans l' âge moderne. On lui doit une étude sur Gibraltar et les relations hispano-britanniques au XVIIIe siècle, la biographie de quelques favoris de Felipe III et des ouvrages pionniers comme celui qu'il consacra à l'Espagne de Carlos II. Il était un féministe de premier plan… Par ailleurs, on lui doit les principaux ouvrages dans notre langue sur des fléaux sociaux tels que la pauvreté, la prostitution, l'usure et la délinquance infantile. Dans le domaine de la littérature, ses traductions et articles ont diffusé des œuvres et des auteurs étrangers alors inconnus du grand public en Espagne. Il est également l'auteur de deux ouvrages sur Quevedo, Jovellanos et Juan Valera ».
La figure et les contributions originales de Julián Juderías au patrimoine intellectuel espagnol ont été soit oubliées, soit pillées et manipulées,, au cours des décennies qui suivent la mort, jusqu'à ce que ses œuvres exercent une grande influence sur les auteurs conservateurs tels que Ramiro de Maeztu ou José Maria de Areilza. Ce dernier a essayé d'identifier la critique du régime de Franco sous la légende noire et a été en grande partie responsable de la réédition des classiques de Julián Juderías.

## Citations
- « Le meilleur moyen de dissiper l'atmosphère hostile, faite de préjugés et de mensonges, dans laquelle notre pays est impliqué, c'est de dire la vérité, toujours la vérité et rien que la vérité »[5].

## Œuvres

### Histoire
- Un proceso político en tiempos de Felipe III: don Rodrigo Calderón, marqués de Siete Iglesias; su vida, su proceso y su muerte, Madrid, 1906
- Los favoritos de Felipe III: don Pedro Franqueza, conde de Villalonga y Secretario de Estado, Madrid, 1909
- España en tiempos de Carlos II el Hechizado: obra que obtuvo el Premio Charro Hidalgo en el concurso abierto por el Ateneo de Madrid en 1908-1910, Madrid, 1912La leyenda negra : Estudios acerca del concepto de España en el Extranjero, 1943

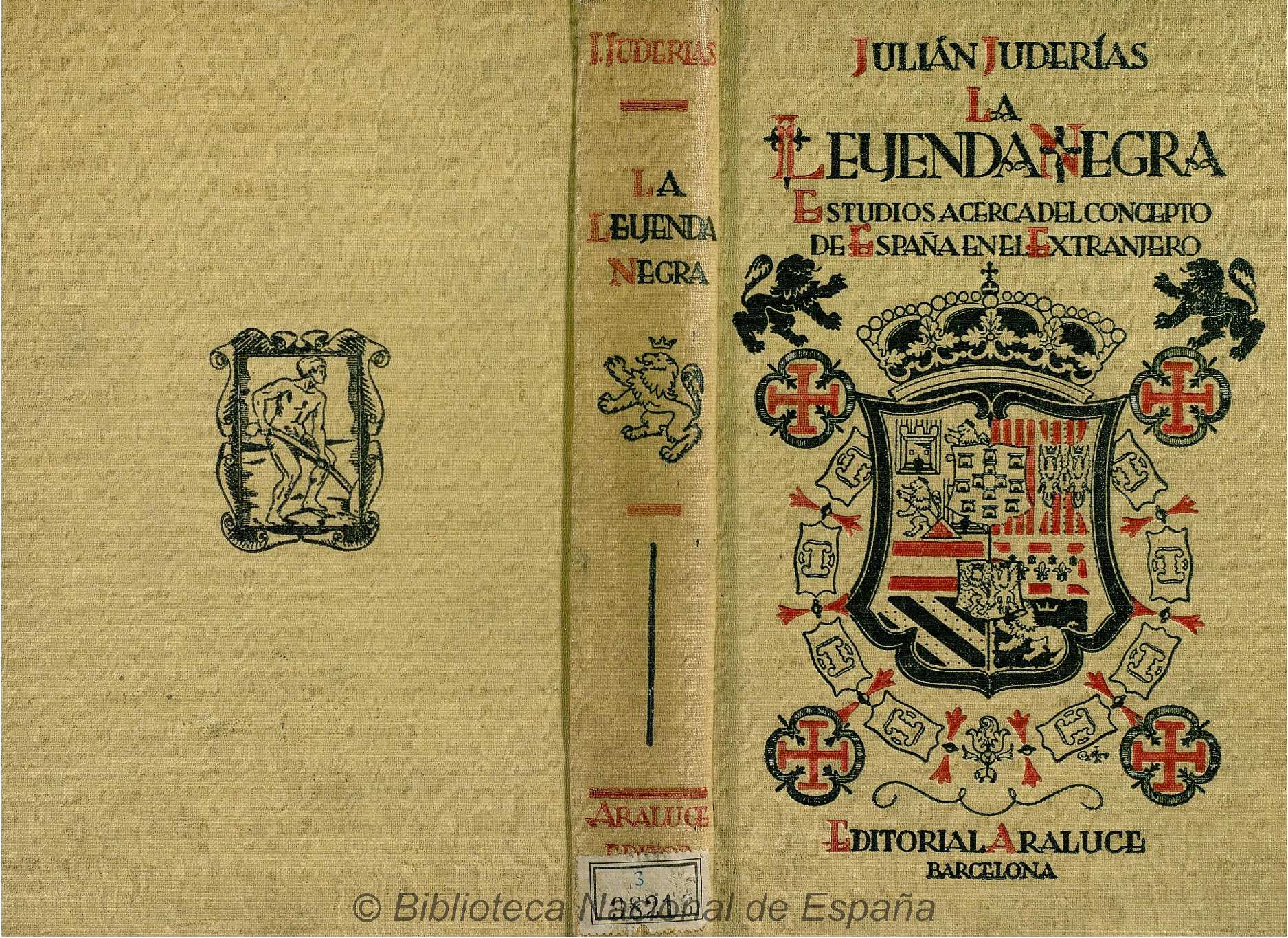
La leyenda negra : Estudios acerca del concepto de España en el Extranjero, 1943

- Don Gaspar Melchor de Jovellanos: su vida, su tiempo, sus obras, su influencia social: obra premiada por la Real Academia de Ciencias Morales y Políticas 1913
- «La leyenda negra y la verdad histórica: España en Europa, trabajo premiado por La Ilustración Española y Americana en el concurso de 1913», La Ilustración Española y Americana, Madrid, janv.-fév.1914

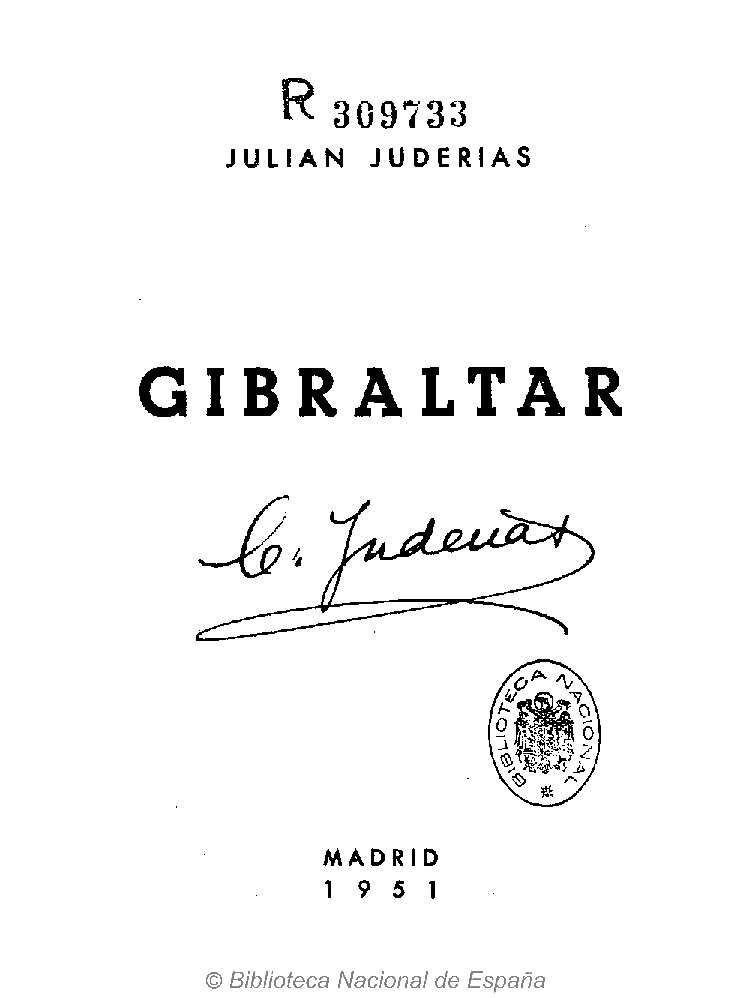
Gibraltar de Julián Juderias (éd. 1951)

- La leyenda negra y la verdad histórica: contribución al estudio del concepto de España en Europa, de las causas de este concepto y de la tolerancia política y religiosa en los países civilizados, Madrid, 1914Gibraltar de Julián Juderias (éd. 1951)Gibraltar: apuntes para la historia de la pérdida de esta plaza, de los sitios que le pusieron los españoles y de las negociaciones entre España e Inglaterra referentes a su restitución: 1704-1796, Madrid, 1915
- La leyenda negra: estudios acerca del concepto de España en el Extranjero: segunda edición completamente refundida, aumentada y provista de nuevas indicaciones bibliográficas, Barcelona, 1917
- La reconstrucción de la historia de España desde el punto de vista nacional: discursos leídos ante la Real Academia de la Historia en el acto de su recepción pública por el Excmo. Sr. don Julián Juderías y Loyot y por el Excmo. Sr. don Jerónimo Bécker y González, académico de número, el 28 de abril de 1918, Madrid, 1918
- Don Francisco de Quevedo y Villegas: la época, el hombre, las doctrinas: obra premiada con accésit por la Real Academia de Ciencias Morales y Políticas en el concurso ordinario de 1917, Madrid,1923.

### Sociologie
- El obrero y la ley obrera en Rusia, Madrid, Ministerio de Estado, 1903, Madrid, Ministerio de Estado, 1903, publliziert in der Gaceta de Madrid (24.6.1903)
- Rusia contemporánea: estudios acerca de su situación actual, Madrid, 1904.
- La miseria y la criminalidad en las grandes ciudades de Europa y América, Madrid, 1906
- La protección a la infancia en el extranjero, Madrid, 1908
- Los hombres inferiores: estudio acerca del pauperismo en los grandes centros de población, Madrid, 1909, Bd. VII Biblioteca de Ciencias Penales
- La reglamentación de la prostitución y la trata de blancas, Madrid,1909
- Le Patronage Royal pour la repression de la traite des blanches et le Congrès de la Fédération Abolitionniste Internationale (Genève septembre 1908), Madrid, 1908
- El problema de la mendicidad: medios prácticos de resolverlo, memoria que obtuvo el Premio del Ministro de la Gobernación en el concurso abierto en 1908 por la Sociedad Española de Higiene, Madrid, 1909
- Le petit crédit urbain et rural en Espagne, Bruxelles, Comité International de l’Association pour l’étude des problèmes des classes moyennes, 1909
- El problema del abolicionismo, memoria presentada al Congreso de la Asociación Española para el progreso de las Ciencias celebrado en Valencia, Madrid, 1909
- Los tribunales para niños: medios de implantarlos en España, ponencia presentada al Consejo Superior de Protección a la Infancia y publicada por éste, Madrid, 1910
- La trata de blancas: estudio de este problema en España y en el Extranjero, memoria premiada por la Sociedad Española de Higiene en el concurso de 1910, Madrid, 1911
- La higiene y su influencia en la legislación, memoria premiada por la Sociedad Española de Higiene en su concurso de 1911, Madrid, 1911
- La infancia abandonada: leyes e instituciones protectoras, memoria premiada por la Real Academia de Ciencias Morales y Políticas en el consurso de la fundación del señor d. José Santa María de Hita, Madrid, 1912
- La juventud delincuente: leyes e instituciones que tienden a su regeneración, memoria premiada por la Real Academia de Ciencias Morales y Políticas, Madrid, 1912
- Recueil des lois et ordonnances en vigueur pour la répression de la traite des blanches dans les principaux pays d’Europe et d’Amérique: fait au nom du Patronage Royal Espagnol pour la Repression de la Traite des Blanches, Madrid, 1913
- Mendicidad y vagancia, ponencia para la Asamblea Nacional de Protección a la Infancia y represión de la mendicidad, 13-18 de abril de 1914; sección 3ª, Madrid, 1914
- El problema de la infancia obrera en España, publicación de la Sección Española de la Asociación Internacional para la Protección Legal de los Trabajadores, Madrid, 1917
- Problemas de la infancia delincuente: la criminalidad, el tribunal, el reformatorio, Biblioteca «Pro-Infantia», Madrid, 1917.